# Нелюбин, Владислав Викторович
Владисла́в Ви́кторович Нелю́бин (род. 8 ноября 1947 года) — советский велогонщик.

## Карьера
Проходил подготовку в спортивном обществе «Динамо» под руководством тренера Галины Давыдовны Васильевой.
Участник летних Олимпийских игр 1968 года.
Победитель (1971, 1972) и серебряный (1969, 1973) призёр «Велогонок Мира» в командном зачёте.
Серебряный призёр «Велогонки Мира» 1972 года в личном зачёте. Владислав Нелюбин проиграл Велогонку Мира с наименьшим отставанием когда-либо зарегистрированных за 58 лет её проведения — первое и второе места разделили всего 2 секунды.
Заслуженный мастер спорта СССР (1971).
Сын В. В. Нелюбина — олимпийский чемпион Сеула Дмитрий Нелюбин. После убийства сына Владислав Нелюбин организует ежегодные гонки — Мемориал Дмитрия Нелюбина в Санкт-Петербурге.